# Yamhill County
Yamhill County je okres amerického státu Oregon založený v roce 1843. Správním střediskem je město McMinnville. V okrese žije 99 193 obyvatel (2010).